# Původní malé národy Severu, Sibiře a Dálného východu Ruské federace
Původní malé národy Severu, Sibiře a Dálného východu Ruské federace (rusky Коренные малочисленные народы Севера, Сибири и Дальнего Востока Российской Федерации), často označované zkráceně jako malé národy Severu (rusky Малые народы Севера) nebo původní národy Severu, (rusky Коренные народы Севера) je souhrnné označení domorodých etnik Ruské federace, žijících především na Dálném severu.
Obývají velmi rozsáhlé území, od Dolganů a Nganasanů na Tajmyrském poloostrově na severu po Udegejce na jihu, od Čukčů a Aleutů na východě po Něnce a Sámy na západě.
Ruská vláda poskytuje tradičně žijícím komunitám daňové a jiné výhody. Příslušníci malých národů Severu tak například mají možnost vyhnout se povinné vojenské službě a je jim usnadněno získání vyššího vzdělání.
Přestože se početnost malých národů mění v současnosti jen zvolna, dochází ke značnému poklesu počtu mluvčích menšinových jazyků v důsledku asimilace.
Děti ze smíšených manželství přijímají z různých důvodů (společenských, politických) zpravidla národnost toho rodiče, který je příslušníkem domorodého severního národa.

## Seznam národů
Následuje oficiální seznam národů Dálného severu, Sibiře a Dálného východu Ruské federace schválený ruskou vládou 17. dubna 2006.
| Jméno            | Obrázek | Početnost v roce 2002 | Rozšíření v Rusku | Poznámka |
| ---------------- | ------- | --------------------- | --- | --- |
| Aleuti           |         | 540                   | Kamčatský kraj | Původní obyvatelé Aleutských a Komandorských ostrovů. Tradiční způsob obživy představoval lov mořských savců, rybolov a sběr bobulí. Několik stovek příslušníků etnika dodnes hovoří aleutštinou, jazykem z eskymácko-aleutské rodiny. |
| Aljutoři         |         | [ p 1 ]               | | Známí také jako Nymylani, dříve bývali často zahrnováni mezi Korjaky. Hovoří aljutorštinou, jazykem z čukotsko-kamčatské rodiny. |
| Čelkanci         |         | 855                   | Republika Altaj | |
| Čukčové          |         | 15767                 | Čukotský autonomní okruh Kamčatský kraj | |
| Čulymci          |         | 656                   | Tomská oblast Krasnojarský kraj | |
| Čuvanci          |         | 1087                  | Čukotský autonomní okruh Magadanská oblast | |
| Dolgani          |         | 7261                  | Krasnojarský kraj | Pravděpodobně nejmladší ze severních národů vůbec, vzniklý v 19. století smíšením několika evenckých, jakutských a samojedských rodů, jejichž společným jazykem se stal jeden z dialektů jakutštiny. Spolu s některými dalšími národy obývají oblast poloostrova Tajmyr, nejsevernějšího výběžku kontinentálního Ruska. Každé jaro putují společně s migrujícími stády sobů na sever a na podzim se vrací zpět. Bydlí v kuželovitých stanech (čumech) nebo malých boudách postavených na saních (balocích). Jejich folklór se značně podobá jakutskému, včetně ústředního eposu oloncho. Hovoří dolganštinou, jazykem z turkické větve altajské jazykové rodiny. |
| Enci             |         | 237                   | Krasnojarský kraj | Známí také jako jenisejští Samojedi. V současnosti jde o nejmenší samojedský národ vůbec. Tradičně kočovali v oblasti na pravém břehu Jeniseje, kde se živili chovem sobů, lovem a rybolovem. Považují se za původní obyvatele Tajmyrského poloostrova. Hovoří enčinou, jazykem ze samojedské skupiny uralské jazykové rodiny. V rámci národa existují dvě hlavní skupiny: tundroví Enci a lesní Enci, odlišené jak prostředím, které obývají, tak i jazykově. |
| Eskymáci         |         | 1750                  | Čukotský autonomní okruh Kamčatský kraj | Eskymáci obývající ruský Dálný východ sami sebe označují jako Yupikové (oproti Inuitům, žijícím na území Severní Ameriky a přilehlých ostrovech). |
| Eveni            |         | 19071                 | Republika Sacha Magadanská oblast Kamčatský kraj Čukotský autonomní okruh Chabarovský kraj                                                                           | |
| Evenkové         |         | 35527                 | Republika Sacha Krasnojarský kraj Chabarovský kraj Republika Burjatsko Amurská oblast Čitská oblast Irkutská oblast Sachalinská oblast Tomská oblast Ťumeňská oblast | |
| Chantové         |         | 28678                 | Ťumeňská oblast Chantymansijský autonomní okruh – Jugra Jamalo-něnecký autonomní okruh Tomská oblast Republika Komi                                                  | Dříve známí jako Osťáci (toto jméno ovšem označovalo i řadu okolních národů, viz příslušné heslo). Chantyjština spolu s mansijštinou představují nejbližší žijící příbuzné maďarštiny, spolu s níž tvoří ugrickou skupinu uralské jazykové rodiny. |
| Itelmenové       |         | 3180                  | Kamčatský kraj Magadanská oblast | |
| Jukagirové       |         | 1509                  | Republika Sacha Magadanská oblast | |
| Kamčadalové      |         | 2293                  | Kamčatský kraj | |
| Kerekové         |         | 8                     | Čukotský autonomní okruh | |
| Ketové           |         | 1494                  | Krasnojarský kraj | Dříve známí také jako jenisejští Osťáci. Jsou posledními žijícími příslušníky kdysi velké skupiny jenisejských národů, obývajících rozsáhlé území na jihu Sibiře, odkud předkové Ketů doputovali na sever do tajgy. U jenisejské jazykové rodiny, nijak nespřízněné s jazyky okolními, do níž ketština patří, byla prokázána příbuznost se severoamerickými domorodými jazyky na-dené, což překvapivými způsobem podporuje hypotézu o osídlení Ameriky ze severovýchodní Asie. |
| Korjaci          |         | 8743                  | Kamčatský kraj Magadanská oblast Čukotský autonomní okruh | Dělí se na dvě velké skupiny: Čavčuveny a Nymylany. Kočovní Čavčuveni se tradičně věnují pastevectví sobů, usedlí Nymylani pak lovu ryb a mořských savců. Hovoří korjačtinou, jazykem z malé čukotsko-kamčatské jazykové rodiny. Nymylani, dnes známější jako Aljutoři, bývají dnes zpravidla chápáni jako samostatné etnikum. |
| Kumandynci       |         | 3114                  | Altajský kraj Republika Altaj Kemerovská oblast | |
| Mansové          |         | 11432                 | Ťumeňská oblast Chantymansijský autonomní okruh – Jugra Sverdlovská oblast Republika Komi                                                                            | |
| Nanajci          |         | 12160                 | Chabarovský kraj Přímořský kraj Sachalinská oblast | |
| Negidalci        |         | 567                   | Chabarovský kraj | |
| Něnci            |         | 41302                 | Jamalo-něnecký autonomní okruh Archangelská oblast Něnecký autonomní okruh Tajmyrský autonomní okruh Chantymansijský autonomní okruh – Jugra Republika Komi          | |
| Nganasani        |         | 834                   | Krasnojarský kraj Tajmyrský autonomní okruh | |
| Nivchové         |         | 5162                  | Chabarovský kraj Sachalinská oblast | |
| Oročové          |         | 686                   | Chabarovský kraj | |
| Orokové          |         | 346                   | Sachalinská oblast | |
| Sámové           |         | 1991                  | Murmanská oblast | |
| Selkupové        |         | 4249                  | Ťumeňská oblast Jamalo-něnecký autonomní okruh Tomská oblast Krasnojarský kraj                                                                                       | Známí také jako Osťáko-Samojedi. Obývají území západní Sibiře podél řeky Taz a střední tok Obu a Jeniseje. Hovoří selkupštinou, posledním žijícím zástupcem jižní samojedské skupiny uralských jazyků. |
| Sojoti           |         | 2769                  | Republika Burjatsko | |
| Šorové           |         | 13975                 | Kemerovská oblast Chakaská republika Republika Altaj | |
| Tazové           |         | 276                   | Přímořský kraj | |
| Telengiti        |         | 2399                  | Republika Altaj | |
| Teleuti          |         | 2650                  | Kemerovská oblast | |
| Tubalaři         |         | 1565                  | Republika Altaj | |
| Tofalaři         |         | 837                   | Irkutská oblast | |
| Tuvinci-Todžinci |         | 4442                  | Tuvinská republika | |
| Udegejci         |         | 1657                  | Přímořský kraj Chabarovský kraj | |
| Ulčové           |         | 2913                  | Chabarovský kraj | |
| Vepsové          |         | 8240                  | Republika Karélie Leningradská oblast | |

1. ↑  ve sčítání 2002 započítáni jako Korjaci